# Roland Caillaux
Roland Raymond Ferdinand Caillaud (Paris, 5 janvier 1905 - 3 décembre 1977) est un peintre et dessinateur français du XXe siècle, qui fut aussi acteur de cinéma sous le nom de Roland Caillaux, actif entre 1924 et 1947.

## Biographie
Comme dessinateur, Roland Caillaud a longtemps été principalement connu pour avoir illustré un poème en prose attribué à Jean Genet et intitulé 20 lithographies pour un livre que j'ai lu. L'ouvrage est paru en avril 1945, sans nom d'auteur, d'éditeur ou de lieu, et seulement tiré à 115 exemplaires et comportant donc vingt lithographies non signées, accompagnant en hors-texte ce poème.
Dans ce texte, il est établi que l'on retrouve des extraits, avec cependant des variantes, de Notre-Dame-des-Fleurs et de La Parade, poème publié par Marc Barbezat en 1948 dans un recueil intitulé Poèmes et signé cette fois Jean Genet (éditions L'Arbalète).
L'atelier de Roland Caillaud se situait rue Boulard (Paris, XIVe) : c'est là, entre 1944 et 1945, que Jean Genet y rencontra le peintre par le biais du modèle Édouard Dermit.
Nicole Canet, qui a redécouvert de nombreux dessins de Caillaud, rapporte qu'il avait hérité de ses parents et vivait comme rentier après avoir été acteur. Il habitait au 5 rue de l'Ancienne Comédie. Dans un livre de souvenirs, François Sentein raconte que lorsqu'il se déplaçait à vélo dans Paris pour se rendre rue de Montpensier où habitait Jean Cocteau, il conservait sa pompe à vélo à la main, de peur d'être volé.

## Filmographie

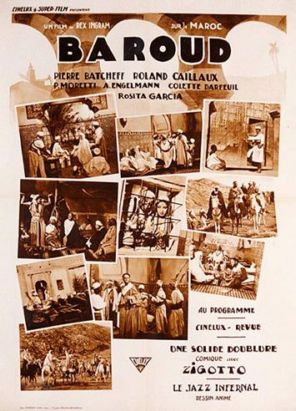
Dans Baroud, Roland Caillaux joue un sergent de Spahis : il est pour la première et dernière fois à l'affiche (1931)

Sous le nom de Roland Caillaux, il tourna dans les films suivants :
- 1924 : La Galerie des monstres de Jaque Catelain
- 1928 : Tire-au-flanc de Jean Renoir : le sergent
- 1929 : Figaro de Tony Lekain et Gaston Ravel : Grippe-Soleil
- 1929 : Le Ruisseau de René Hervil
- 1930 : Soyons gais d'Arthur Robison : Bruce
- 1930 : Le Masque d'Hollywood (Woman Hunter) de Clarence G. Badger et John Daumery : Bing
- 1932 : Baroud de Rex Ingram et Alice Terry : André Duval, un sergent de Spahis
- 1933 : Ce cochon de Morin de Georges Lacombe
- 1934 : Itto de Jean Benoît-Lévy et Marie Epstein : Lieutenant Jean Dumontier

## Théâtre
- 1929 : La Rouille de Vladimir Kirchon et Andreï Ouspenski, Théâtre de l'Avenue
- 1930 : Juliette ou La Clé des songes de Georges Neveux, Théâtre de l'Avenue
- 1930 : La Passion d'Edmond Haraucourt, Comédie-Française
- 1930 : Les Caprices de Marianne d'Alfred de Musset, Théâtre de l'Avenue

## Peintures, dessins, illustrations
- Raymond Voinquel en costume de marin, 30 x 23 cm, 1931
- Portrait de Christian Bérard dans l'atelier, 22 x 18 cm, 1937
- Gentilhomme de la Renaissance, aquarelle, 64 x 48 cm, 1937
- Jeune Femme à l’orientale, 72 x 50 cm, 1938
- Femme du désert, huile, 114 x 87 cm, 1939
- Village en bord de mer, huile, 54 x 81 cm, 1943
- Portrait d’adolescent, mine de plomb, 46 x 31 cm, 1944
- [frontispice] Mademoiselle de Murville de Roger Peyrefitte, éditions Jean Vigneau, 1947
- Le Pot ancien, huile, 81 x 65 cm, s.d.
- Verlaine et Rimbaud, fusain, 31 x 24 cm, s.d.

Certains dessins semblent avoir été signés du pseudonyme Roland Caipland
Exposition(s)
- 1933, Paris, Galerie des Quatre-Chemins